# 김미아
김미아(金美兒, 중국어: 金美儿/金美兒, 1984년 3월 27일 ~ )는 중국 지린성 연변 조선족 자치주 연길 시 출신의 조선족 가수이다. 본명은 김매(金梅)이다. 가족으로는 어머니와 남동생이 있다. 연변 대학 예술학원을 졸업했으며, 백첩문화예술유한공사 소속이다.

## 같이 보기
- 미나
- 김해심
- 권리세 - 재일 한국인 4세
- 이사샤 - 우즈베키스탄 고려인 출신